# Фоссати, Вирджилио
Вирджи́лио Фосса́ти (итал. Virgilio Fossati; 12 сентября 1889, Милан — 25 декабря 1916) — итальянский футболист и тренер.
Начал выступления за миланский «Интернационале» 1 октября 1909 года в матче серии А «Милан» — Интер" — 3:2, через год после основания клуба. Был первым в истории капитаном и тренером «Интера». Выступал на позиции полузащитника. За примерно шесть лет, проведённых в «Интере», сыграл 97 матчей за клуб, забил в них 4 гола. Выиграл с клубом чемпионат Италии 1909/10, это был первый трофей в истории «Интера». Выступал за сборную Италии, став первым игроком «Интера», выступавшим за неё; провёл за сборную 10 матчей, забил 1 гол. Его футбольную карьеру, а затем и жизнь, оборвала Первая мировая война: в 1915 году он ушёл на фронт и спустя три года погиб в битве с австро-венгерской армией.
Его брат Джузеппе также был футболистом и играл за «Интер».

## Карьера

### Клуб
Вирджилио начал играть в команде «Минерва» из Милана и в 1908 году он перешёл в «Интер». За «нерадзурри» провёл 97 игр и забил 4 гола. Помимо этого выиграл с клубом чемпионат Италии сезона 1909/10, спустя лишь два года после основания команды. Также он занимал должность члена технического комитета, который возглавлял «нерадзурри».